# Olkhovatka (Gubkin)
|  | Per a altres significats, vegeu «Olkhovatka». |

Olkhovatka - Ольховатка (rus) - és un poble de l'óblast de Bélgorod, a Rússia. El 2016 tenia 312 habitants. Pertany al districte (raion) de Gubkin.